# Christopher Cain
Pour les articles homonymes, voir Cain (homonymie).
Christopher Cain (né Bruce Doggett le 29 octobre 1943 à Sioux Falls, Dakota du Sud) est un réalisateur, producteur, scénariste et acteur américain.

## Biographie

### Vie privée
En 1969, il épouse l’actrice Sharon Thomas et adopte ses deux enfants : Dean George Tanaka Cain (plus connu sous le nom de Dean Cain) et Roger (musicien). Ils ont une fille, Krisinda Cain (actrice).

## Filmographie

### Réalisateur
- 1976 : Grand Jury
- 1977 : Sixth and Main (en)
- 1984 : The Stone Boy
- 1985 : Engrenage mortel (That Was Then... This Is Now)
- 1986 : Quand la rivière devient noire (Where the River Runs Black)
- 1987 : Le Proviseur (The Principal)
- 1989 : Young Guns
- 1990 : Metal Monster (Wheels of Terror ou Terror in Copper Valley)
- 1994 : Miss Karaté Kid (The Next Karate Kid)
- 1997 : Pêche Party (Gone fishin')
- 2007 : Septembre funeste (en) (September Dawn)

### Acteur
- 1983 : Le Pays où rêvent les fourmis vertes (Wo die grünen Ameisen träumen) de Werner Herzog : assistant d'avocat

### Scénariste
- 1976 : Grand Jury
- 1977 : Sixth and Main (en)

### Producteur
- 1976 : Grand Jury
- 1977 : Sixth and Main (en)
- 1989 : Young Guns